# Hymenomima densata
Hymenomima densata är en fjärilsart som beskrevs av W. Warren 1907. Hymenomima densata ingår i släktet Hymenomima och familjen mätare. Inga underarter finns listade i Catalogue of Life.